# Самоиндуцированная прозрачность
Самоиндуцированная прозрачность (СИП) — явление прохождения когерентного (лазерного) импульса излучения через резонансную среду без поглощения.

## История открытия
СИП (англ. self-induced transparency) была предсказана С. Мак-Коллом и Э. Ханом в 1965 году и впервые наблюдалась ими же два года спустя при исследовании прохождения ультракоротких импульсов (УКИ) в рубиновом стержне при 40 К. Когда мощность импульса превышала критическое значение, потери энергии при распространении уменьшались в 105 раз.
СИП в полупроводниках предсказана в ФИАН СССР в работах Ю. М. Попова, И. А. Полуэктова и В. С. Ройтберга.

## Механизм явления
Возникает, когда через резонансную среду проходит импульс когерентного (лазерного) электромагнитного излучения, длительность которого много меньше времён релаксации {\displaystyle \tau _{p}\ll T_{1},T_{2}}, где {\displaystyle T_{1}} — время жизни возбуждённого состояния атома среды (время продольной релаксации), {\displaystyle T_{2}} — время релаксации поляризации (время поперечной релаксации, или время дефазировки), которое характеризует скорость затухания дипольного момента системы. Как правило, {\displaystyle T_{2}\ll T_{1}}. Если напряжённость поля излучения достаточно велика, ансамбль резонансных атомов переходит в когерентное возбуждённое состояние под действием первой половины импульса (на фронте импульса), и когерентно релаксирует в основное состояние под действием второй половины импульса (на спаде импульса). Таким образом, излучение не поглощается.
Математическое описание явления самоиндуцированной прозрачности основано на решении самосогласованной системы уравнений Максвелла — Блоха: волновое уравнение Максвелла отвечает за распространение импульса света в резонансной двухуровневой среде, динамика которой определяется оптическими уравнениями Блоха (фактически они играют роль материальных уравнений). Используя приближения вращающейся волны и медленно меняющихся амплитуд, Мак-Колл и Хан получили аналитическое выражение для стационарного импульса (солитона), распространяющегося в резонансной среде без потерь энергии:
{\displaystyle E(z,t)={\frac {2\hbar }{\mu \tau _{p}}}\operatorname {sech} {\frac {\tau }{\tau _{p}}}}, (1)
где {\displaystyle \mu } — дипольный момент перехода, {\displaystyle \tau =t-z/v} — время в движущейся системе координат, {\displaystyle \tau _{p}} — длительность импульса, {\displaystyle \operatorname {sech} } — функция гиперболического секанса, {\displaystyle \hbar } — постоянная Планка.
Важной характеристикой взаимодействия импульса со средой является его «площадь», равная по определению
{\displaystyle \theta (z)={\frac {\mu }{\hbar }}\int _{-\infty }^{\infty }E(z,t)dt}. (2)
Если площадь равна {\displaystyle \theta =2\pi n}, это означает, что импульс возвращает после возбуждения резонансные атомы точно в нижнее (основное) состояние, так что вся энергия, запасённая в среде, возвращается обратно в поле излучения. Легко видеть, что стационарный импульс типа (1) имеет площадь ровно {\displaystyle \theta =2\pi }, поэтому такие импульсы часто называют {\displaystyle 2\pi }-импульсами.